# Léonid Vesnine
Léonid Alexandrovitch Vesnine (en russe : Леони́д Александрович Веснин ; 1880 à Nijni Novgorod - 1933 à Moscou), avec ses frères Alexandre Vesnine et Viktor Vesnine, fut un des chefs de file de l'architecture constructiviste. 

## Quelques œuvres
- 1922-23 : Projet du palais du travail[1]
- 1924 : Projet des bureaux du Leningradskaïa Pravda
- 1926 : Grands magasins du Mostorg, Moscou
- 1928 : Maison des acteurs, Moscou
- 1930 : Quartier du Palais de la culture du prolétariat, Moscou
- 1934 : Projet du commissariat de l'Industrie lourde

## Hommages
- (7224) Vesnina, astéroïde nommé en l'honneur des trois architectes.